# Hannes Reckziegel
Hannes Reckziegel (* um 1993 in Mindelheim) ist ein deutscher Koch.

## Werdegang
Nach der Ausbildung im Steigenberger Hotel Der Sonnenhof in Bad Wörishofen wechselte Reckziegel 2014 zum Hotel Adlon in Berlin zum Restaurant Sra Bua by Tim Raue und 2016 zum Restaurant Tim Raue (zwei Michelinsterne). Ab 2017 war er Souschef im Hotel Orania.Berlin. 2019 wechselte er zum Restaurant Schwarzreiter bei Maike Menzel im Hotel Vier Jahreszeiten in München, wo er ebenfalls Souschef wurde.
Im Februar 2021 wurde Reckziegel Küchenchef im Restaurant Schwarzreiter, das 2022 erneut mit einem Michelinstern ausgezeichnet wurde.
Seit Mai 2023 ist er Küchenchef im Bogenhauser Hof.

## Auszeichnungen
- 2022: Ein Michelinstern für das Restaurant Schwarzreiter in München[3][4]